# .dd
.dd was het landenkenmerk dat volgens de ISO 3166-1-standaard werd gereserveerd als achtervoegsel van domeinen van websites uit de voormalige Duitse Democratische Republiek. De extensie is nooit geactiveerd. De Duitse hereniging maakte de extensie overbodig; ook personen, bedrijven en instellingen uit de voormalige DDR gebruiken .de.